# SV Robinhood
Maillots
Actualités
Le Sport Verenigang Robinhood (SV Robinhood) est un club de football surinamien basé à Paramaribo.

## Palmarès
- Coupe des champions de la CONCACAF :
  - Finaliste : 1972, 1976, 1977, 1982, 1983.

- Coupe caribéenne de la CONCACAF (1) :
  - Vainqueur : 2023.

- CFU Club Championship :
  - Finaliste : 2005.

- Caribbean Club Shield (2) :
  - Vainqueur : 2019 et 2023.

- Championnat du Suriname (26) :
  - Champion : 1953, 1954, 1955, 1956, 1959, 1964, 1971, 1975, 1976, 1979, 1980, 1981, 1983, 1984, 1985, 1986, 1987, 1988, 1989, 1993, 1995, 2005, 2012, 2018, 2022 et 2023.

- Coupe du Suriname (7) :
  - Vainqueur : 1997, 1999, 2001, 2006, 2007, 2016, 2018.
  - Finaliste : 2002, 2003, 2005.

- Supercoupe du Suriname (7) :
  - Vainqueur : 1994, 1995, 1996, 1999, 2001, 2016, 2018.
  - Finaliste : 2005, 2006, 2007, 2012.